# 波多野乾一
波多野 乾一（はたの けんいち、1890年12月23日 - 1963年12月29日）は、日本の新聞記者、中国研究者、中国演劇（京劇）研究者。
大分県出身。東亜同文書院卒業。1913年、大阪朝日新聞社入社。北京特派員、時事新報社北京特派員。戦後は産業経済新聞論説委員。榛原茂樹の筆名も用いた。

## 著作

### 著書
- 現代支那 （支那問題社、1921年）
- 支那關税會議 （燕塵社、1925年）
- 支那劇と其名優 （新作社、1925年）
- 支那の排日運動 （東亜研究会（東亜研究講座）、1932年）
- 現代支那の政治と人物 （改造社、1937年）
- 支那劇大観 （大東出版社、1940年）
- 赤色支那の究明 （大東出版社、1941年）
- 中国国民党通史 （大東出版社（大東選書）、1943年）
- 毛沢東と中国の紅星 （帝国書院（青年叢書）、1946年）
- 毛沢東 中共を担ふ人々 （福地書店、1949年）
- 麻雀の手ほどき （榛原茂樹 要書房（実用新書）、1954年）
- 中国の国民党と共産党 （弘文堂（アテネ文庫 世界歴史シリーズ）、1955年）

### 共編著
- 支那の政党 （松本鎗吉共著 東亜実進社（続支那研究叢書）、1919年）
- 上海事件外交史 附・満洲建国始末 （榛原茂樹、柏正彦共著 金港堂書籍、1932年）
- 満洲事変外交史 （榛原茂樹、柏正彦著共著 金港堂書籍、1932年）
- 中国共産党史 資料集成 （編 時事通信社、1961年）

### 翻訳
- 日支外交六十年史 （全4巻 王芸生 長野勲共編訳 建設社、1933年-1936年）
- 支那政治思想史 （楊幼炯 大東出版社（支那文化史大系）、1939年）
- 中国の命運 （蔣介石 日本評論社（日華叢書）、1946年）